# تقانة التركيب السطحي

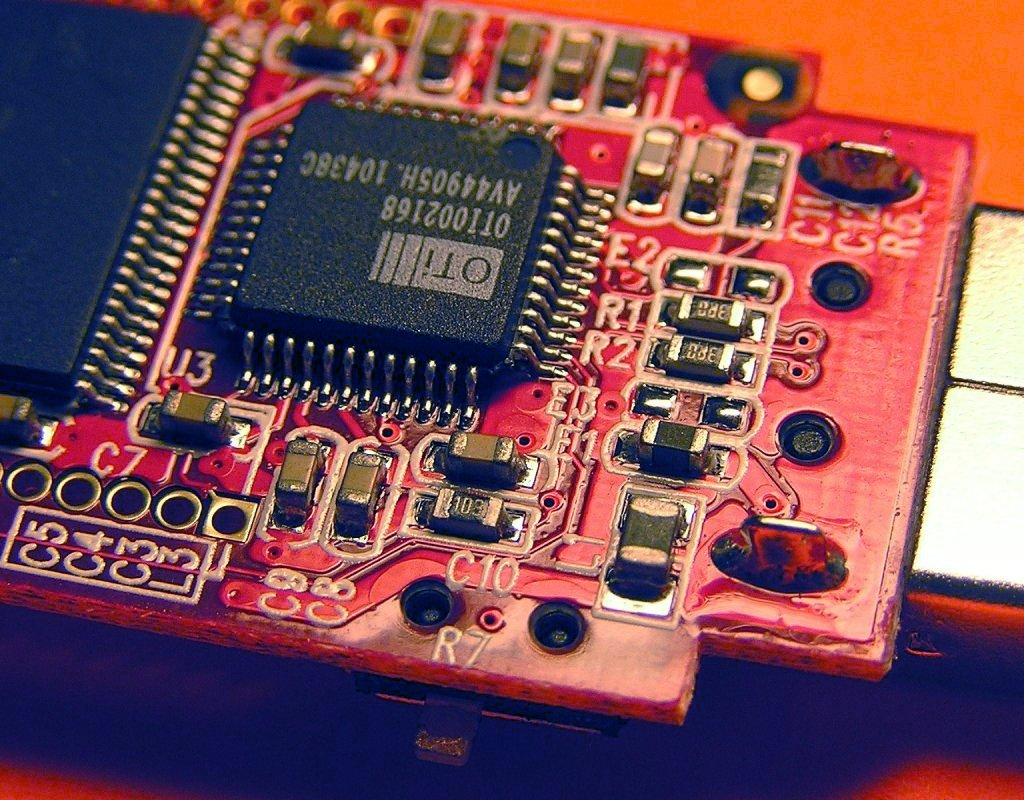
تقانة مكونات التركيب السطحي على لوحة دارة فلاش USB.

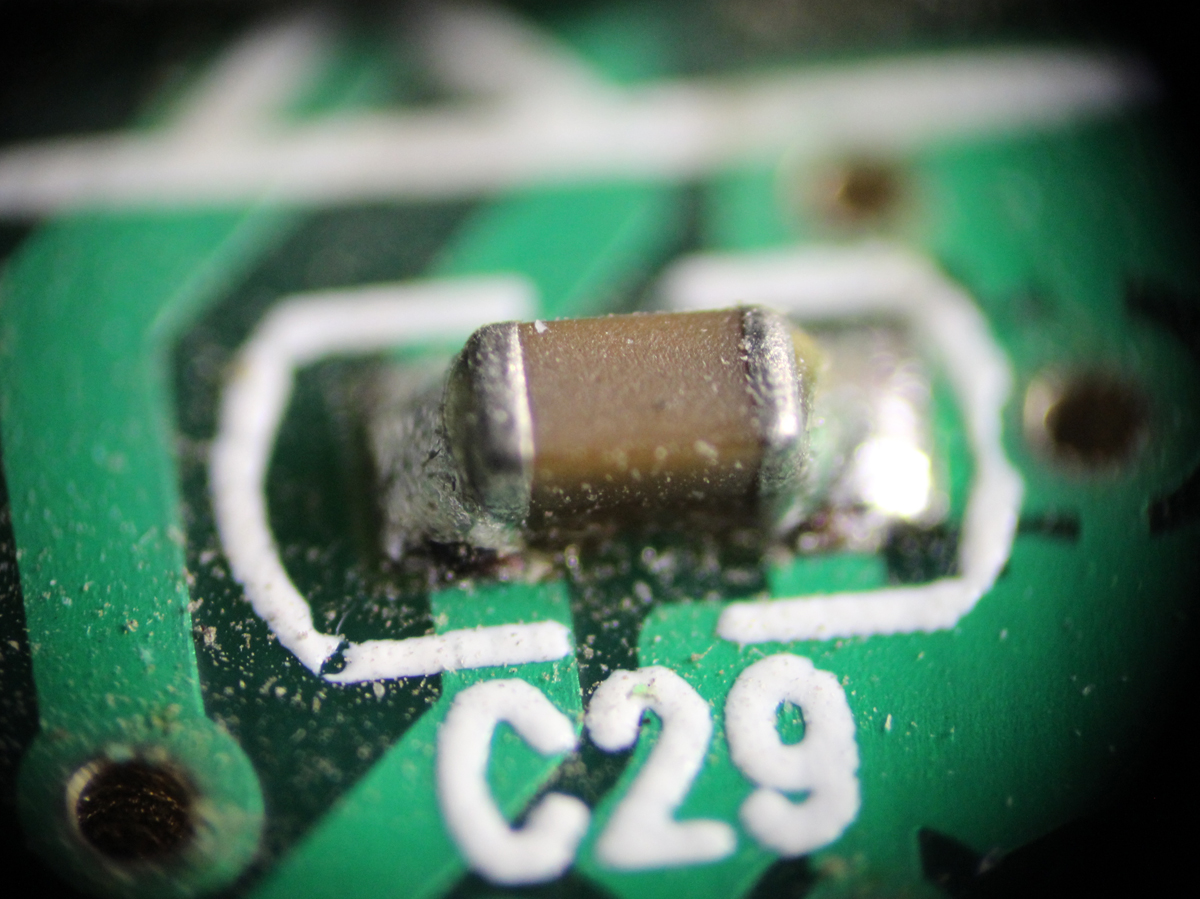
مكثف سطحي.

تقانة التركيب السطحي (بالإنجليزية: Surface-mount technology)‏ وتختصر إلى ت ت س - SMT هي طريقة لتصنيع لوحات دارات مطبوعة (printed circuit boards) التي يـُستعمـَل فيها مكونات مثبتة سطحيًا (surface mounted components) مركبة مباشرة على سطح لوحة الدارات المطبوعة.
يطلق اصطلاح العناصر الالكترونية السطحية كأسم متعارف عليه بقصد اللوحات ذات المكونات والعناصر الالكترونية السطحية أو ذات تقانة التركيب السطحي.